# Camí de la Riera

El camí de la Riera, respecte del terme de Granera

El camí de la Riera és un indret del terme municipal de Granera, a la comarca del Moianès.
Està situat en el sector central del terme, al nord de la masia de la Riera i dels Plans de la Riera, a llevant del Barri del Castell, a migdia del Prat de Bigues i al nord-oest de l'Hort del Pi. És a l'esquerra del torrent de la Riera i a la dreta del torrent del Prat.